# بيدفورد (شركة)
بيدفورد للمركبات أو مركبات بيدفورد وعادة تُختصر إلى بيدفورد فقط، كانت علامة تجارية لسيارات مصنعة من قبل فوكسهول موتورز. وهي شركة تصنيع مركبات يقع مقرها في بلدة لوتن في مقاطعة بيدفوردشير، إنجلترا، بالمملكة المتحدة، أنشئت في شهر أبريل من عام 1931م لصناعة المركبات التجارية، حصلت مركبات بيدفورد على علامة تجارية دولية رائدة، وحققت قدراً كبيراً من المبيعات للسيارات الخفيفة والمتوسطة والثقيلة في جميع أنحاء العالم.